# Hydrocynus goliath
El pez tigre goliat (Hydrocynus goliath) es una especie de peces de la familia Alestidae en el orden de los Characiformes.

## Morfología
Los machos pueden llegar a alcanzar los 180 cm de longitud total y 50 kg de peso. un pez carnívoro con grandes y cortantes dientes que permiten retener a la presa una vez capturada. Posee fuerte musculatura en la región caudal que permite una aceleración rápida, lo que aprovecha para acechar y capturar sus presas. Sus escamas son unas de las más fuertes de todos los peces óseos.[cita requerida]

## Hábitat
Es un pez de agua dulce y de clima tropical (23 °C-26 °C).

## Distribución geográfica
Se encuentran en África: cuenca del río Congo y lago Tanganika.

## Alimentación
Se basa en peces grandes con los que comparte su hábitat como el pez elefante del congo y pequeños mamíferos que entran al río inadvertidamente. También se sabe que ataca a las crías de cocodrilo.
[cita requerida]